# 铜化合物
铜化合物是含有元素铜的化合物，在这些化合物中，铜一般以+1或+2价态的形式出现，+3和+4价的铜化合物也是已知的。

## 二元化合物
铜和非金属元素可以形成多种二元化合物，如CuO、Cu2O、CuS、Cu2S、CuN3以及铜的卤化物等。

## 铜的配合物

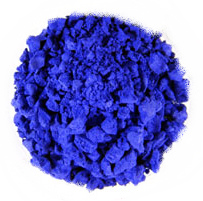
四氨合铜(II)离子有很深的蓝色。

### Cu–O及Cu–N配合物
在水溶液中，二价铜可以以[Cu(H
2O)
6]2+
的形式存在，水合铜离子和水有很快的交换速率。向该溶液中滴加氨水，生成蓝色的氢氧化铜沉淀：
Cu2+ + 2 OH− → Cu(OH)2↓
当氨水过量时，沉淀溶解，形成深蓝色的铜氨离子：
Cu(H
2O)
4(OH)
2 + 4 NH3 → [Cu(H
2O)
2(NH
3)
4]2+
 + 2 H2O + 2 OH−

### Cu–X配合物

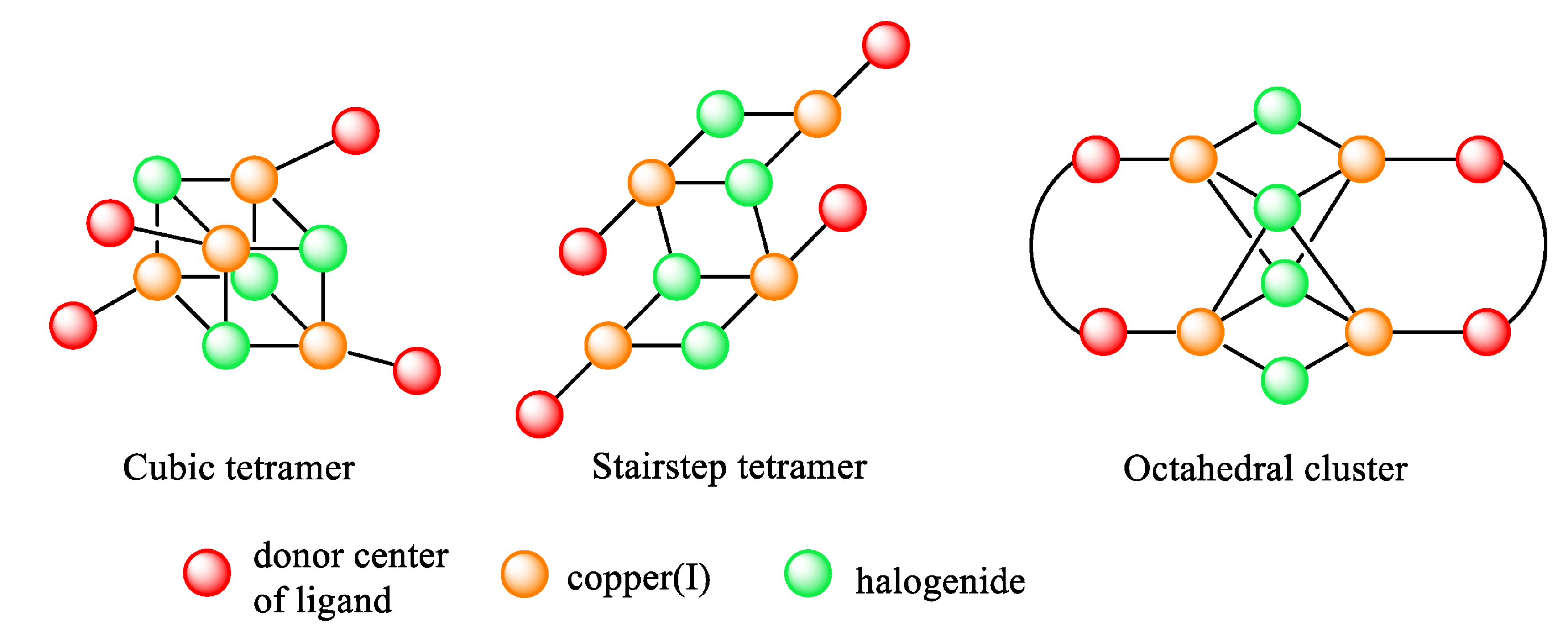
Cu_{4}X4配合物的三种构型。

铜和卤素可以形成CuxXy簇，其中，Cu(I)和X−的配合物研究得较多。含Cu4X4L4结构的配合物已有数十年的研究，在19世纪70年代，Hardt等人首次报道了这类化合物的荧光性质。Cu处于主族元素和过渡金属的边界，具有d10电子结构的CuI形成簇可以得到各种各样的结构。大部分Cu4X4配合物的研究包含了各类吡啶配体和膦配体，大部分这类配合物由于存在金属至配体（Cu→π*arom）或配体至配体（I−→π*arom）电荷转移，表现出独特的光学性质。他们还发现了一种含氮杂环的配合物，在77 K时的晶体中或凝固的甲苯溶液中，从肉眼来看发蓝光，而其固体的发射光谱表现为黄光，甲苯溶液的发射光谱表现为红光。这一现象被归因为两个能量相近但轨道不同的发射。在77 K下，配体至配体电荷转移（I−→π*arom，XLCT）的高能量带占主导，而室温时低能量发射主导，其发光较弱。当单吡啶或单膦配体替换为多吡啶或多膦配体后，CuI簇和这些配体可以连接为二维链状或三维网状的结构，形成金属有机框架材料。
CuI可以和1,3-(4-吡啶基)丙烷（bpp）形成[CuI(bpp)]n、{[(Cu3I3(bpp)3)]·2PhNH2·MeCN}n和{[Cu2I2(bpp)2]·2PhNH2}n，它们分别在344、333和335 nm激发下发光，其最高发射峰的位置分别位于507、502和492 nm，这三种配合物的发光蓝移是由于苯胺分子间的N-H…I氢键相互作用以及Cu2I2簇降低了I−的电子密度，进而减弱了XLCT的效率。CuI和1,4-二(甲硫基丙酰基)哌嗪形成的配位聚合物含有梯状Cu4I4单元，溶剂分子和铜配位，样品在350 nm激发下不发光，当其加热时，失去配位的溶剂分子后，在相同激发下发绿光。CuI和5,5',5''-(2,4,6-三乙基苯-1,3,5-三基)三(2-(吡啶-3-基)-1,3,4-噁二唑)形成的配合物可以在室温下吸收碘蒸气，并可用于催化吲哚和缩醛的傅-克烷基化的串联反应。CuI和2-吡啶基二乙基膦形成的配合物则是以碘桥而非有机配体和铜形成框架，它在固态发绿光，其发光源自于3(M+X)LCT跃迁，当这一配合物加热至138.5 °C时会得到发红光的单体。

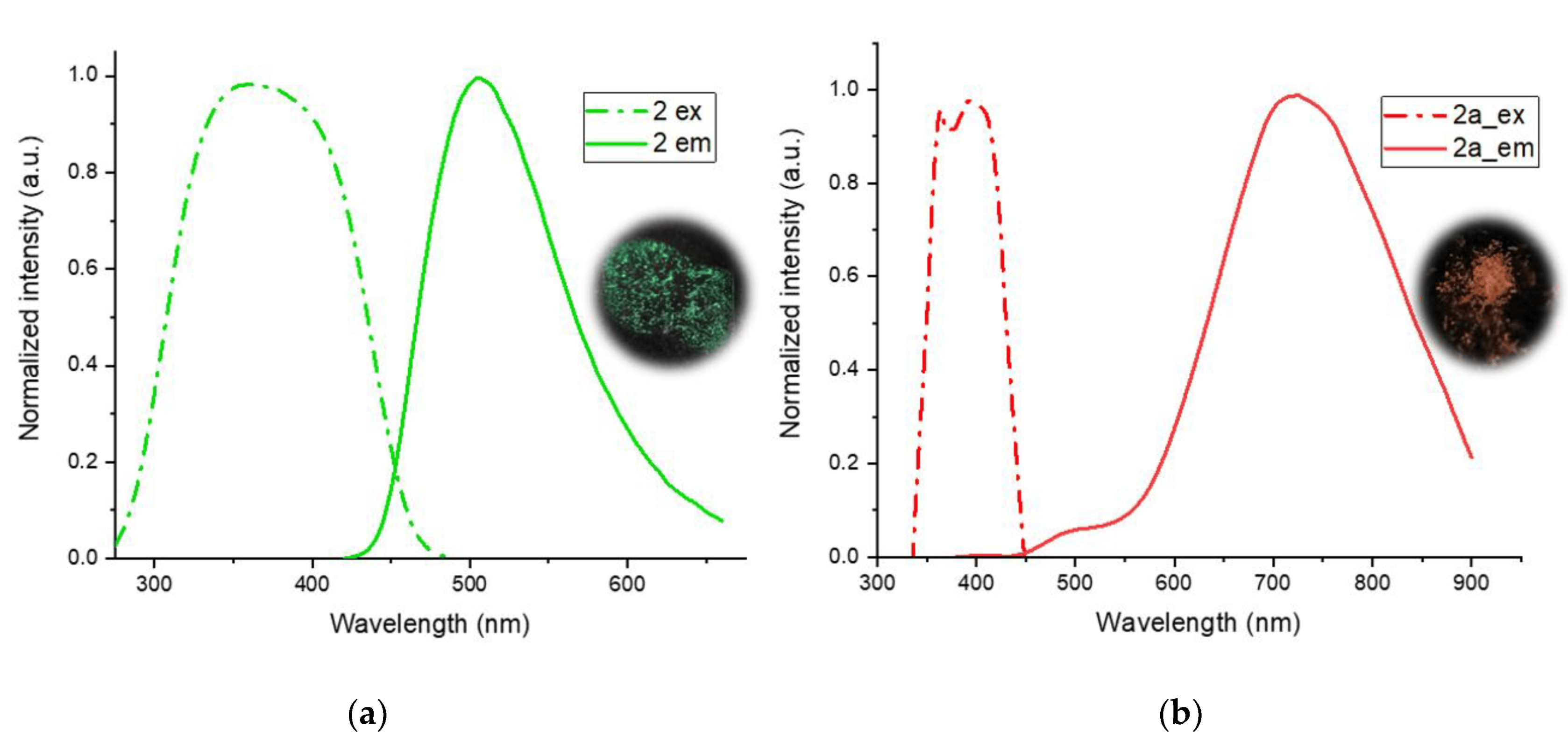
CuI和2-吡啶基二乙基膦形成的配合物的激发光谱和发射光谱，内图为它们的发光照片

铜和卤素可以形成配阴离子，如在Cs2CuCl4中，CuCl42−具有扭曲的四面体构型，而在[Pt(NH3)4][CuCl4]中，CuCl42−具有平面构型。溴配离子CuBr3−为绿色，而CuBr42−为紫色。

## 有机铜化合物
有机铜化合物含铜–碳键，它们很活泼，易于形成氧化亚铜。它们常用于有机反应，并可通过格氏试剂、末端炔烃和有机锂化合物来合成。